# Square One: Michael Jackson
Square One: Michael Jackson é um documentário investigativo de 2019 dirigido por Danny Wu. O documentário foca no caso de 1993 em que Michael Jackson foi acusado de molestar um menino de 13 anos. Por meio de entrevistas com pessoas próximas ao caso, o filme defende a inocência de Michael Jackson. As entrevistas mostram depoimentos de testemunhas do julgamento, do sobrinho de Michael Jackson e do assistente jurídico do procurador em 1993.

## Sinopse
Square One é um documentário investigativo independente que examina as alegações originais de abuso sexual infantil por Evan Chandler e seu filho, Jordan Chandler, de 13 anos, contra o pop star Michael Jackson. Evan Chandler inicialmente pediu 20 milhões de dólares em troca de não acusar Jackson publicamente, mas depois disse que estava disposto a aceitar 1 milhão.:121,128,138 Depois que Michael Jackson se recusou a pagar essa quantia, em 17 de agosto de 1993, Chandler levou seu filho ao psiquiatra Mathis Abrams e Jordan disse a Abrams que Jackson o havia molestado. Abrams relatou as alegações ao Departamento de Crianças e Serviços Familiares do Condado de Los Angeles e o Departamento de Polícia de Los Angeles iniciou uma investigação logo depois. Em setembro, Jordan Chandler entrou com uma ação judicial por intermédio de seus pais.
O filme explica como, após uma tentativa fracassada de adiar o julgamento civil até que o caso criminal fosse resolvido, o que teria sido necessário para Michael Jackson proteger seus direitos para um julgamento criminal justo, em 25 de janeiro de 1994, Michael concordou em pagar 15 331 250 dólares para resolver o processo civil dos Chandlers. Esse acordo encerrou o processo civil, mas não a investigação criminal. Isso durou até 21 de setembro de 1994, quando os procuradores distritais anunciaram que se recusaram a apresentar acusações contra Michael porque Jordan não estava disposto a testemunhar. Eles também revelaram que o menino só os informou dessa decisão em 6 de julho de 1994, muitos meses após o acordo civil. Os procuradores distritais não explicaram por que não acusaram Michael Jackson enquanto Jordan ainda estava disposto a testemunhar.
O filme apresenta entrevistas com o sobrinho de Michael Jackson, Taj Jackson, três mulheres que estavam na lista de testemunhas de 2003 em People v. Jackson, o secretário jurídico de curta duração de Barry Rothman, Geraldine Hughes, e o jornalista Charles Thomson. O filme defende a inocência de Jackson, retratando-o como uma vítima do  jornalismo tabloide.

## Lançamento
Square One foi lançado pela primeira vez no TCL Chinese Theatre em 28 de setembro de 2019, com pessoas próximas a Michael Jackson e outras pessoas presentes. Em 5 de outubro de 2019, o filme estreou em Londres e foi lançado no YouTube. No início de novembro de 2019, Danny Wu embarcou em uma turnê por várias cidades na China, estreando o filme em Pequim, Zhengzhou, Shenzhen, Kumming, Wunan, Xangai e a cidade natal de Wu, Chengdu. O filme teve sua estreia europeia em Amsterdã em 18 de janeiro de 2020. A estreia europeia foi coberta por vários veículos, incluindo Algemeen Dagblad, RTL Boulevard, SBS6 Shownieuws, De Telegraaf, Trouw, e Algemeen Nederlands Persbureau.
Square One foi disponibilizado em uma versão aprimorada no Amazon Prime Video em 7 de maio de 2020, nos EUA e no Reino Unido e mundialmente em 12 de junho.

## Recepção
Josiah Teal, do Film Threat, disse sobre o documentário: "Achei este filme muito perspicaz, abrindo novas perspectivas sobre todo o legado de Michael Jackson". A UK Film Review deu ao documentário 4/4 estrelas, afirmando: "Parece que houve vários contra-argumentos levantados contra as revelações encontradas em Leaving Neverland, mas o filme de Wu consegue se destacar entre todos eles".